# Station Simonis

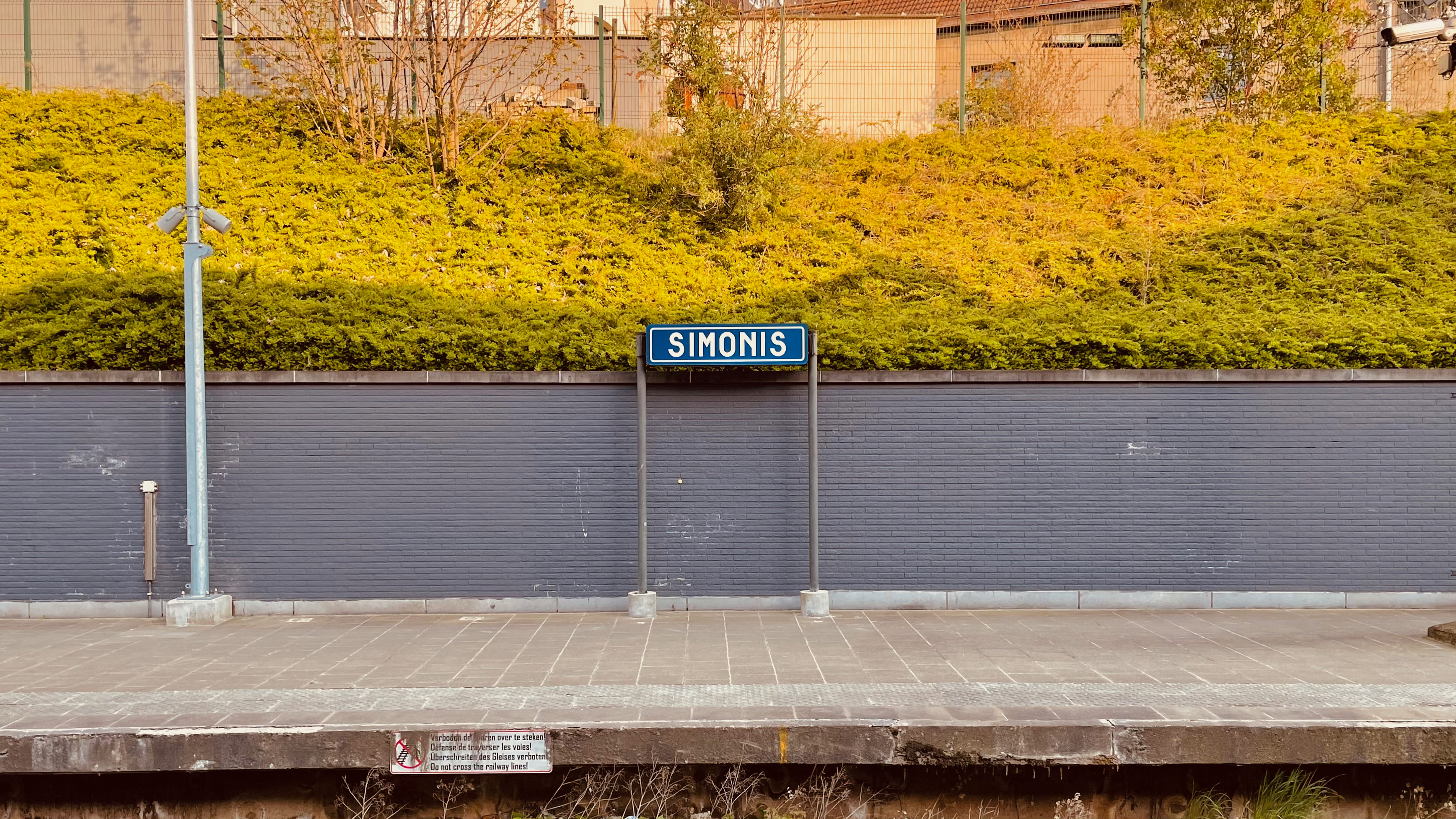
Naambord op een perron

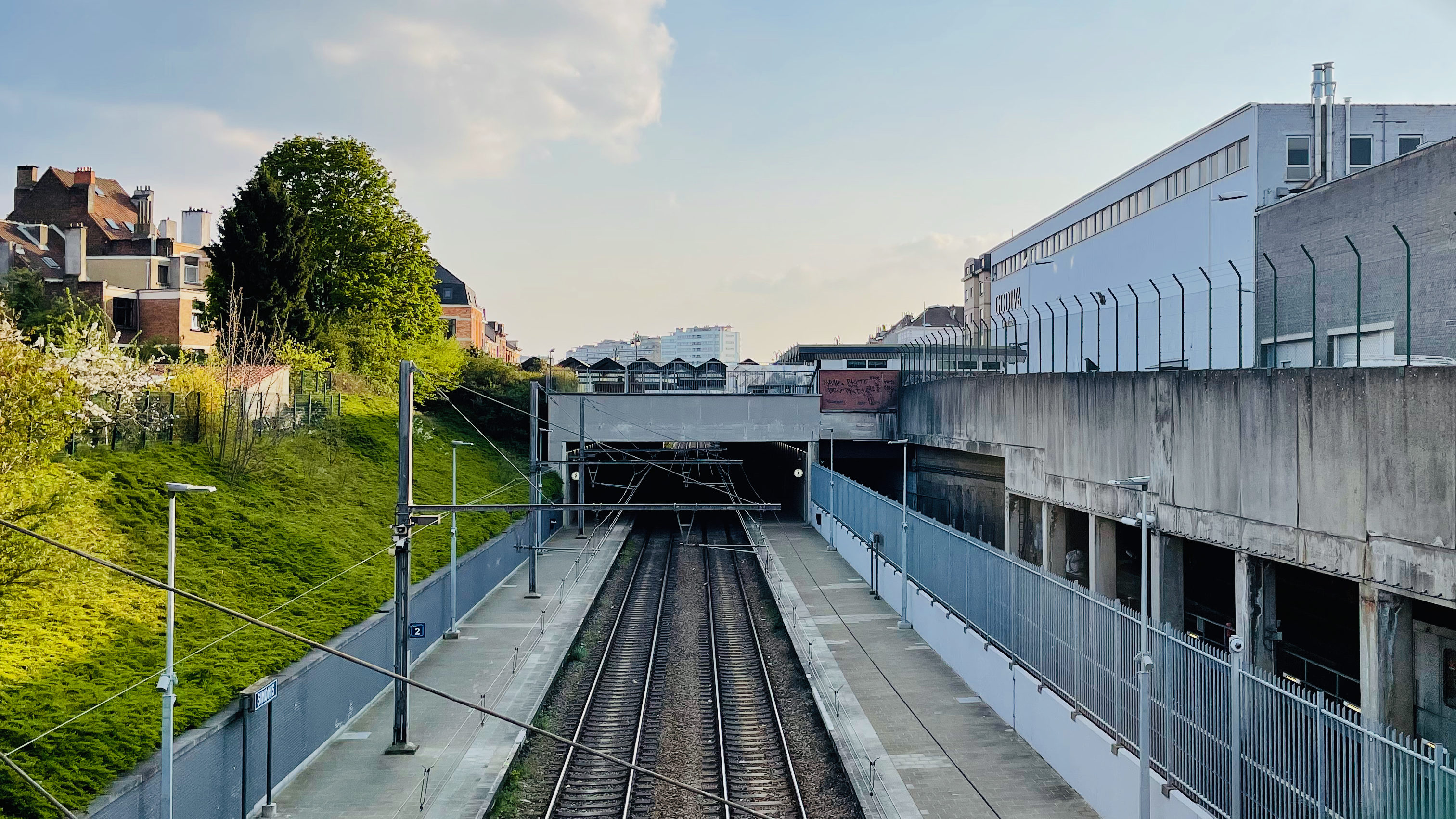
Zicht op de sporen

Station Simonis is een spoorwegstation langs spoorlijn 28 (Schaarbeek - Brussel-Zuid) in de Brusselse gemeente Koekelberg (België), alsmede een station van de Brusselse metro. Het station bevindt zich onder het Eugène Simonisplein, waarnaar het werd vernoemd.

## Geschiedenis

### Treinstation
Het station werd in 1871 opgericht onder de naam station Koekelberg maar later gesloten. In 1983 werd het vernieuwd en met de naam station Simonis heropend. Precies een jaar later werd het gesloten met het opheffen van de treindiensten op spoorlijn 28. Het werd daarna lange tijd enkel als noodstation gebruikt. Sinds 14 december 2009 is de stopplaats weer opgenomen in de reguliere dienstregeling, aanvankelijk eerst met een bediening in de week maar sinds december 2014 ook in de weekends. Verder heeft de metro van Brussel hier een halte Simonis.

## Treindienst
| Serie | Treinsoort | Route                                                       | Bijzonderheden                                   |
| ----- | ---------- | ----------------------------------------------------------- | ------------------------------------------------ |
| S 10  | GEN (NMBS) | Dendermonde – Simonis – Brussel-West – Brussel-Zuid – Aalst | Tijdens de spits extra ritten Aalst-Brussel-Zuid |

## Reizigerstellingen
De grafiek en tabel geven het gemiddeld aantal instappende reizigers weer op een week-, zater- en zondag.
| Tabel: aantal instappende reizigers station Simonis | Tabel: aantal instappende reizigers station Simonis | Tabel: aantal instappende reizigers station Simonis | Tabel: aantal instappende reizigers station Simonis |
|                                                     | Weekdag                                             | Zaterdag                                            | Zondag                                              |
| --------------------------------------------------- | --------------------------------------------------- | --------------------------------------------------- | --------------------------------------------------- |
| 2012                                                | 86                                                  | -                                                   | -                                                   |
| 2013                                                | 72                                                  | -                                                   | -                                                   |
| 2014                                                | 68                                                  | -                                                   | -                                                   |
| 2015                                                | 99                                                  | 34                                                  | 46                                                  |
| 2016                                                | 80                                                  | 39                                                  | 32                                                  |
| 2017                                                | 117                                                 | 53                                                  | 36                                                  |
| 2018                                                | 127                                                 | 32                                                  | 29                                                  |
| 2019                                                | 99                                                  | 40                                                  | 40                                                  |
| 2020                                                | 94                                                  | 41                                                  | 40                                                  |
| 2021                                                |                                                     |                                                     |                                                     |
| 2022                                                | 216                                                 | 133                                                 | 150                                                 |
| 2023                                                | 230                                                 | 120                                                 | 95                                                  |
| 2024                                                | 185                                                 | 128                                                 | 85                                                  |

## Bovengrondse aansluitingen
Voor de streekvervoer busreizigers van De Lijn vanuit de richting Aalst en Liedekerke is dit station een belangrijke overstapplaats op het Brusselse metronet. Daarnaast hebben sommige Brusselse stadslijnen van de MIVB hier een stopplaats of hun eind- of beginpunt.